# Utah Museum of Fine Arts
L’Utah Museum of Fine Arts (UMFA), inauguré le 6 mai 1952, est un musée des beaux-arts, situé à Salt Lake City dans l'Utah, sur le campus de l'université de l'Utah. Ses collections présentent des œuvres du monde entier, réalisées sur une période de près de cinq mille ans.